# 爱环梅坪站
愛環梅坪站（日语：／ Aikan-umetsubo eki */?）是一個位於愛知縣豐田市梅坪町，屬於愛知環狀鐵道線的鐵路車站。車站編號為13。與貝津站一同因為周邊地域住民增加和愛知萬博開幕而新設的車站。

## 車站結構

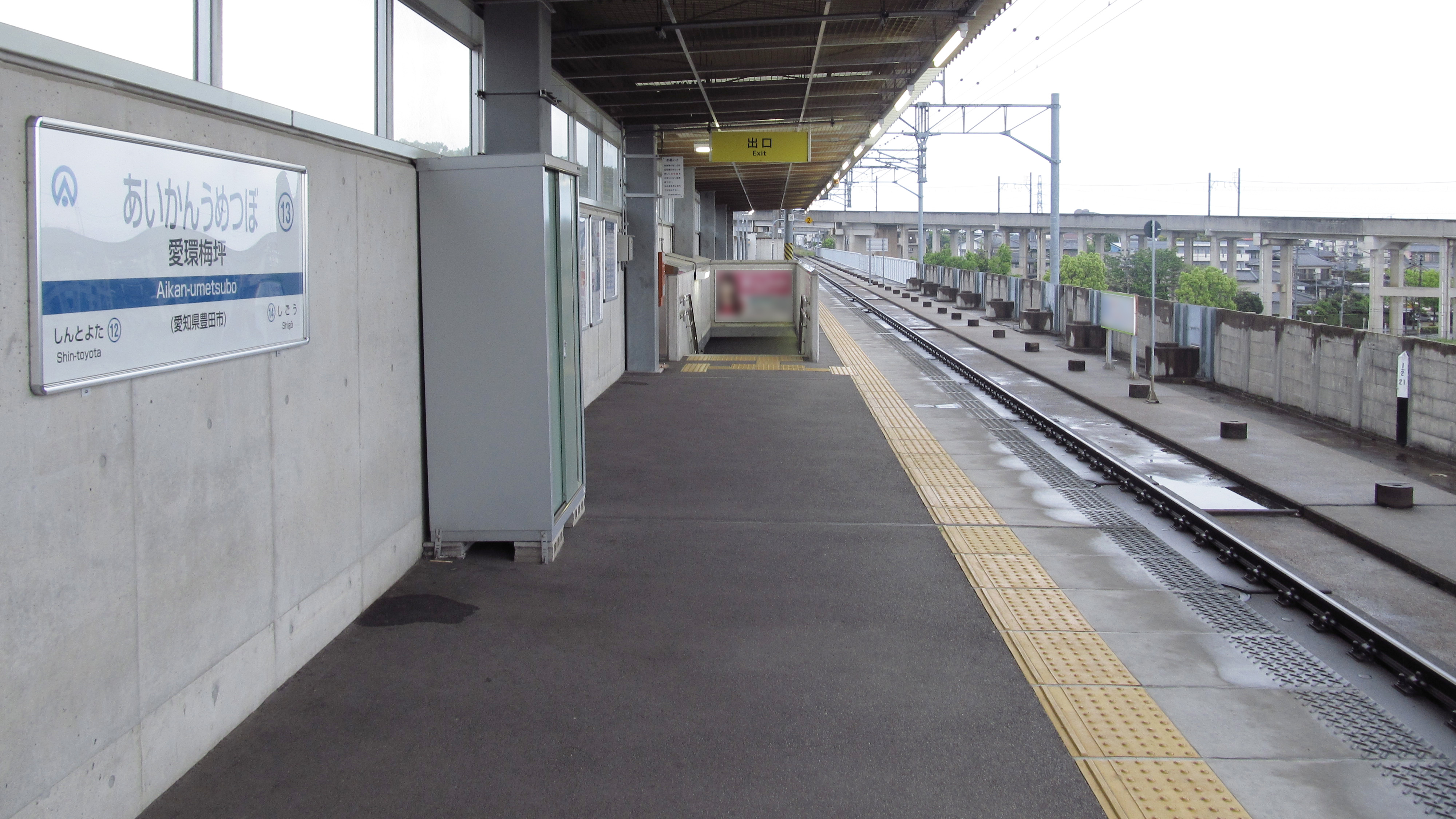
月台(2015年4月)

單線1面1線的高架車站，月台位於西側。未來複線化時會在東側設置月台，成為對向式2面2線的構造。

## 相鄰車站
愛知環狀鐵道
愛知環狀鐵道線
新豐田（12）－愛環梅坪（13）－四鄉（14）

## 外部連結
- 愛環梅坪站 （页面存档备份，存于） - 愛知環狀鐵道